# Percy Francis Blake
Percy Francis Blake (Manchester, 6 dicembre 1873 – Grappenhall, 20 marzo 1936) è stato uno scacchista e compositore di scacchi britannico, tra i migliori problemisti inglesi del periodo 1900-1936.
Compose oltre 500 problemi, la maggior parte in due e tre mosse, di cui circa 160 premiati (45 primi premi e 40 secondi premi).
Era famoso per le chiavi e continuazioni « tranquille », che rendevano i suoi problemi molto difficili da risolvere.
Era anche un buon giocatore e tavolino. Nel 1890 vinse il campionato del circolo di Manchester e in seguito diversi tornei locali. Nel 1894 vinse un premio di bellezza offerto dal Manchester Weekly Times. Dal 1898 al 1912 fece parte della squadra del Lancashire in molti incontri a squadre tra tale contea e lo Yorkshire. Nel 1911 vinse il campionato del Lancashire.
Di seguito due suoi problemi vincitori del primo premio. 
|   | a | b | c | d | e | f | g | h |   |
| 8 | b8 cavallo del nero · c8 donna del bianco · d8 cavallo del nero · e8 torre del nero · a7 alfiere del nero · e7 pedone del nero · g7 pedone del bianco · h7 pedone del nero · b6 pedone del nero · f6 pedone del bianco · b5 cavallo del bianco · c5 pedone del bianco · e5 cavallo del bianco · h5 pedone del nero · e4 re del nero · f4 alfiere del bianco · b3 alfiere del bianco · f3 pedone del nero · g3 pedone del bianco · f2 pedone del nero · f1 re del bianco | b8 cavallo del nero · c8 donna del bianco · d8 cavallo del nero · e8 torre del nero · a7 alfiere del nero · e7 pedone del nero · g7 pedone del bianco · h7 pedone del nero · b6 pedone del nero · f6 pedone del bianco · b5 cavallo del bianco · c5 pedone del bianco · e5 cavallo del bianco · h5 pedone del nero · e4 re del nero · f4 alfiere del bianco · b3 alfiere del bianco · f3 pedone del nero · g3 pedone del bianco · f2 pedone del nero · f1 re del bianco | b8 cavallo del nero · c8 donna del bianco · d8 cavallo del nero · e8 torre del nero · a7 alfiere del nero · e7 pedone del nero · g7 pedone del bianco · h7 pedone del nero · b6 pedone del nero · f6 pedone del bianco · b5 cavallo del bianco · c5 pedone del bianco · e5 cavallo del bianco · h5 pedone del nero · e4 re del nero · f4 alfiere del bianco · b3 alfiere del bianco · f3 pedone del nero · g3 pedone del bianco · f2 pedone del nero · f1 re del bianco | b8 cavallo del nero · c8 donna del bianco · d8 cavallo del nero · e8 torre del nero · a7 alfiere del nero · e7 pedone del nero · g7 pedone del bianco · h7 pedone del nero · b6 pedone del nero · f6 pedone del bianco · b5 cavallo del bianco · c5 pedone del bianco · e5 cavallo del bianco · h5 pedone del nero · e4 re del nero · f4 alfiere del bianco · b3 alfiere del bianco · f3 pedone del nero · g3 pedone del bianco · f2 pedone del nero · f1 re del bianco | b8 cavallo del nero · c8 donna del bianco · d8 cavallo del nero · e8 torre del nero · a7 alfiere del nero · e7 pedone del nero · g7 pedone del bianco · h7 pedone del nero · b6 pedone del nero · f6 pedone del bianco · b5 cavallo del bianco · c5 pedone del bianco · e5 cavallo del bianco · h5 pedone del nero · e4 re del nero · f4 alfiere del bianco · b3 alfiere del bianco · f3 pedone del nero · g3 pedone del bianco · f2 pedone del nero · f1 re del bianco | b8 cavallo del nero · c8 donna del bianco · d8 cavallo del nero · e8 torre del nero · a7 alfiere del nero · e7 pedone del nero · g7 pedone del bianco · h7 pedone del nero · b6 pedone del nero · f6 pedone del bianco · b5 cavallo del bianco · c5 pedone del bianco · e5 cavallo del bianco · h5 pedone del nero · e4 re del nero · f4 alfiere del bianco · b3 alfiere del bianco · f3 pedone del nero · g3 pedone del bianco · f2 pedone del nero · f1 re del bianco | b8 cavallo del nero · c8 donna del bianco · d8 cavallo del nero · e8 torre del nero · a7 alfiere del nero · e7 pedone del nero · g7 pedone del bianco · h7 pedone del nero · b6 pedone del nero · f6 pedone del bianco · b5 cavallo del bianco · c5 pedone del bianco · e5 cavallo del bianco · h5 pedone del nero · e4 re del nero · f4 alfiere del bianco · b3 alfiere del bianco · f3 pedone del nero · g3 pedone del bianco · f2 pedone del nero · f1 re del bianco | b8 cavallo del nero · c8 donna del bianco · d8 cavallo del nero · e8 torre del nero · a7 alfiere del nero · e7 pedone del nero · g7 pedone del bianco · h7 pedone del nero · b6 pedone del nero · f6 pedone del bianco · b5 cavallo del bianco · c5 pedone del bianco · e5 cavallo del bianco · h5 pedone del nero · e4 re del nero · f4 alfiere del bianco · b3 alfiere del bianco · f3 pedone del nero · g3 pedone del bianco · f2 pedone del nero · f1 re del bianco | 8 |
| 7 | b8 cavallo del nero · c8 donna del bianco · d8 cavallo del nero · e8 torre del nero · a7 alfiere del nero · e7 pedone del nero · g7 pedone del bianco · h7 pedone del nero · b6 pedone del nero · f6 pedone del bianco · b5 cavallo del bianco · c5 pedone del bianco · e5 cavallo del bianco · h5 pedone del nero · e4 re del nero · f4 alfiere del bianco · b3 alfiere del bianco · f3 pedone del nero · g3 pedone del bianco · f2 pedone del nero · f1 re del bianco | b8 cavallo del nero · c8 donna del bianco · d8 cavallo del nero · e8 torre del nero · a7 alfiere del nero · e7 pedone del nero · g7 pedone del bianco · h7 pedone del nero · b6 pedone del nero · f6 pedone del bianco · b5 cavallo del bianco · c5 pedone del bianco · e5 cavallo del bianco · h5 pedone del nero · e4 re del nero · f4 alfiere del bianco · b3 alfiere del bianco · f3 pedone del nero · g3 pedone del bianco · f2 pedone del nero · f1 re del bianco | b8 cavallo del nero · c8 donna del bianco · d8 cavallo del nero · e8 torre del nero · a7 alfiere del nero · e7 pedone del nero · g7 pedone del bianco · h7 pedone del nero · b6 pedone del nero · f6 pedone del bianco · b5 cavallo del bianco · c5 pedone del bianco · e5 cavallo del bianco · h5 pedone del nero · e4 re del nero · f4 alfiere del bianco · b3 alfiere del bianco · f3 pedone del nero · g3 pedone del bianco · f2 pedone del nero · f1 re del bianco | b8 cavallo del nero · c8 donna del bianco · d8 cavallo del nero · e8 torre del nero · a7 alfiere del nero · e7 pedone del nero · g7 pedone del bianco · h7 pedone del nero · b6 pedone del nero · f6 pedone del bianco · b5 cavallo del bianco · c5 pedone del bianco · e5 cavallo del bianco · h5 pedone del nero · e4 re del nero · f4 alfiere del bianco · b3 alfiere del bianco · f3 pedone del nero · g3 pedone del bianco · f2 pedone del nero · f1 re del bianco | b8 cavallo del nero · c8 donna del bianco · d8 cavallo del nero · e8 torre del nero · a7 alfiere del nero · e7 pedone del nero · g7 pedone del bianco · h7 pedone del nero · b6 pedone del nero · f6 pedone del bianco · b5 cavallo del bianco · c5 pedone del bianco · e5 cavallo del bianco · h5 pedone del nero · e4 re del nero · f4 alfiere del bianco · b3 alfiere del bianco · f3 pedone del nero · g3 pedone del bianco · f2 pedone del nero · f1 re del bianco | b8 cavallo del nero · c8 donna del bianco · d8 cavallo del nero · e8 torre del nero · a7 alfiere del nero · e7 pedone del nero · g7 pedone del bianco · h7 pedone del nero · b6 pedone del nero · f6 pedone del bianco · b5 cavallo del bianco · c5 pedone del bianco · e5 cavallo del bianco · h5 pedone del nero · e4 re del nero · f4 alfiere del bianco · b3 alfiere del bianco · f3 pedone del nero · g3 pedone del bianco · f2 pedone del nero · f1 re del bianco | b8 cavallo del nero · c8 donna del bianco · d8 cavallo del nero · e8 torre del nero · a7 alfiere del nero · e7 pedone del nero · g7 pedone del bianco · h7 pedone del nero · b6 pedone del nero · f6 pedone del bianco · b5 cavallo del bianco · c5 pedone del bianco · e5 cavallo del bianco · h5 pedone del nero · e4 re del nero · f4 alfiere del bianco · b3 alfiere del bianco · f3 pedone del nero · g3 pedone del bianco · f2 pedone del nero · f1 re del bianco | b8 cavallo del nero · c8 donna del bianco · d8 cavallo del nero · e8 torre del nero · a7 alfiere del nero · e7 pedone del nero · g7 pedone del bianco · h7 pedone del nero · b6 pedone del nero · f6 pedone del bianco · b5 cavallo del bianco · c5 pedone del bianco · e5 cavallo del bianco · h5 pedone del nero · e4 re del nero · f4 alfiere del bianco · b3 alfiere del bianco · f3 pedone del nero · g3 pedone del bianco · f2 pedone del nero · f1 re del bianco | 7 |
| 6 | b8 cavallo del nero · c8 donna del bianco · d8 cavallo del nero · e8 torre del nero · a7 alfiere del nero · e7 pedone del nero · g7 pedone del bianco · h7 pedone del nero · b6 pedone del nero · f6 pedone del bianco · b5 cavallo del bianco · c5 pedone del bianco · e5 cavallo del bianco · h5 pedone del nero · e4 re del nero · f4 alfiere del bianco · b3 alfiere del bianco · f3 pedone del nero · g3 pedone del bianco · f2 pedone del nero · f1 re del bianco | b8 cavallo del nero · c8 donna del bianco · d8 cavallo del nero · e8 torre del nero · a7 alfiere del nero · e7 pedone del nero · g7 pedone del bianco · h7 pedone del nero · b6 pedone del nero · f6 pedone del bianco · b5 cavallo del bianco · c5 pedone del bianco · e5 cavallo del bianco · h5 pedone del nero · e4 re del nero · f4 alfiere del bianco · b3 alfiere del bianco · f3 pedone del nero · g3 pedone del bianco · f2 pedone del nero · f1 re del bianco | b8 cavallo del nero · c8 donna del bianco · d8 cavallo del nero · e8 torre del nero · a7 alfiere del nero · e7 pedone del nero · g7 pedone del bianco · h7 pedone del nero · b6 pedone del nero · f6 pedone del bianco · b5 cavallo del bianco · c5 pedone del bianco · e5 cavallo del bianco · h5 pedone del nero · e4 re del nero · f4 alfiere del bianco · b3 alfiere del bianco · f3 pedone del nero · g3 pedone del bianco · f2 pedone del nero · f1 re del bianco | b8 cavallo del nero · c8 donna del bianco · d8 cavallo del nero · e8 torre del nero · a7 alfiere del nero · e7 pedone del nero · g7 pedone del bianco · h7 pedone del nero · b6 pedone del nero · f6 pedone del bianco · b5 cavallo del bianco · c5 pedone del bianco · e5 cavallo del bianco · h5 pedone del nero · e4 re del nero · f4 alfiere del bianco · b3 alfiere del bianco · f3 pedone del nero · g3 pedone del bianco · f2 pedone del nero · f1 re del bianco | b8 cavallo del nero · c8 donna del bianco · d8 cavallo del nero · e8 torre del nero · a7 alfiere del nero · e7 pedone del nero · g7 pedone del bianco · h7 pedone del nero · b6 pedone del nero · f6 pedone del bianco · b5 cavallo del bianco · c5 pedone del bianco · e5 cavallo del bianco · h5 pedone del nero · e4 re del nero · f4 alfiere del bianco · b3 alfiere del bianco · f3 pedone del nero · g3 pedone del bianco · f2 pedone del nero · f1 re del bianco | b8 cavallo del nero · c8 donna del bianco · d8 cavallo del nero · e8 torre del nero · a7 alfiere del nero · e7 pedone del nero · g7 pedone del bianco · h7 pedone del nero · b6 pedone del nero · f6 pedone del bianco · b5 cavallo del bianco · c5 pedone del bianco · e5 cavallo del bianco · h5 pedone del nero · e4 re del nero · f4 alfiere del bianco · b3 alfiere del bianco · f3 pedone del nero · g3 pedone del bianco · f2 pedone del nero · f1 re del bianco | b8 cavallo del nero · c8 donna del bianco · d8 cavallo del nero · e8 torre del nero · a7 alfiere del nero · e7 pedone del nero · g7 pedone del bianco · h7 pedone del nero · b6 pedone del nero · f6 pedone del bianco · b5 cavallo del bianco · c5 pedone del bianco · e5 cavallo del bianco · h5 pedone del nero · e4 re del nero · f4 alfiere del bianco · b3 alfiere del bianco · f3 pedone del nero · g3 pedone del bianco · f2 pedone del nero · f1 re del bianco | b8 cavallo del nero · c8 donna del bianco · d8 cavallo del nero · e8 torre del nero · a7 alfiere del nero · e7 pedone del nero · g7 pedone del bianco · h7 pedone del nero · b6 pedone del nero · f6 pedone del bianco · b5 cavallo del bianco · c5 pedone del bianco · e5 cavallo del bianco · h5 pedone del nero · e4 re del nero · f4 alfiere del bianco · b3 alfiere del bianco · f3 pedone del nero · g3 pedone del bianco · f2 pedone del nero · f1 re del bianco | 6 |
| 5 | b8 cavallo del nero · c8 donna del bianco · d8 cavallo del nero · e8 torre del nero · a7 alfiere del nero · e7 pedone del nero · g7 pedone del bianco · h7 pedone del nero · b6 pedone del nero · f6 pedone del bianco · b5 cavallo del bianco · c5 pedone del bianco · e5 cavallo del bianco · h5 pedone del nero · e4 re del nero · f4 alfiere del bianco · b3 alfiere del bianco · f3 pedone del nero · g3 pedone del bianco · f2 pedone del nero · f1 re del bianco | b8 cavallo del nero · c8 donna del bianco · d8 cavallo del nero · e8 torre del nero · a7 alfiere del nero · e7 pedone del nero · g7 pedone del bianco · h7 pedone del nero · b6 pedone del nero · f6 pedone del bianco · b5 cavallo del bianco · c5 pedone del bianco · e5 cavallo del bianco · h5 pedone del nero · e4 re del nero · f4 alfiere del bianco · b3 alfiere del bianco · f3 pedone del nero · g3 pedone del bianco · f2 pedone del nero · f1 re del bianco | b8 cavallo del nero · c8 donna del bianco · d8 cavallo del nero · e8 torre del nero · a7 alfiere del nero · e7 pedone del nero · g7 pedone del bianco · h7 pedone del nero · b6 pedone del nero · f6 pedone del bianco · b5 cavallo del bianco · c5 pedone del bianco · e5 cavallo del bianco · h5 pedone del nero · e4 re del nero · f4 alfiere del bianco · b3 alfiere del bianco · f3 pedone del nero · g3 pedone del bianco · f2 pedone del nero · f1 re del bianco | b8 cavallo del nero · c8 donna del bianco · d8 cavallo del nero · e8 torre del nero · a7 alfiere del nero · e7 pedone del nero · g7 pedone del bianco · h7 pedone del nero · b6 pedone del nero · f6 pedone del bianco · b5 cavallo del bianco · c5 pedone del bianco · e5 cavallo del bianco · h5 pedone del nero · e4 re del nero · f4 alfiere del bianco · b3 alfiere del bianco · f3 pedone del nero · g3 pedone del bianco · f2 pedone del nero · f1 re del bianco | b8 cavallo del nero · c8 donna del bianco · d8 cavallo del nero · e8 torre del nero · a7 alfiere del nero · e7 pedone del nero · g7 pedone del bianco · h7 pedone del nero · b6 pedone del nero · f6 pedone del bianco · b5 cavallo del bianco · c5 pedone del bianco · e5 cavallo del bianco · h5 pedone del nero · e4 re del nero · f4 alfiere del bianco · b3 alfiere del bianco · f3 pedone del nero · g3 pedone del bianco · f2 pedone del nero · f1 re del bianco | b8 cavallo del nero · c8 donna del bianco · d8 cavallo del nero · e8 torre del nero · a7 alfiere del nero · e7 pedone del nero · g7 pedone del bianco · h7 pedone del nero · b6 pedone del nero · f6 pedone del bianco · b5 cavallo del bianco · c5 pedone del bianco · e5 cavallo del bianco · h5 pedone del nero · e4 re del nero · f4 alfiere del bianco · b3 alfiere del bianco · f3 pedone del nero · g3 pedone del bianco · f2 pedone del nero · f1 re del bianco | b8 cavallo del nero · c8 donna del bianco · d8 cavallo del nero · e8 torre del nero · a7 alfiere del nero · e7 pedone del nero · g7 pedone del bianco · h7 pedone del nero · b6 pedone del nero · f6 pedone del bianco · b5 cavallo del bianco · c5 pedone del bianco · e5 cavallo del bianco · h5 pedone del nero · e4 re del nero · f4 alfiere del bianco · b3 alfiere del bianco · f3 pedone del nero · g3 pedone del bianco · f2 pedone del nero · f1 re del bianco | b8 cavallo del nero · c8 donna del bianco · d8 cavallo del nero · e8 torre del nero · a7 alfiere del nero · e7 pedone del nero · g7 pedone del bianco · h7 pedone del nero · b6 pedone del nero · f6 pedone del bianco · b5 cavallo del bianco · c5 pedone del bianco · e5 cavallo del bianco · h5 pedone del nero · e4 re del nero · f4 alfiere del bianco · b3 alfiere del bianco · f3 pedone del nero · g3 pedone del bianco · f2 pedone del nero · f1 re del bianco | 5 |
| 4 | b8 cavallo del nero · c8 donna del bianco · d8 cavallo del nero · e8 torre del nero · a7 alfiere del nero · e7 pedone del nero · g7 pedone del bianco · h7 pedone del nero · b6 pedone del nero · f6 pedone del bianco · b5 cavallo del bianco · c5 pedone del bianco · e5 cavallo del bianco · h5 pedone del nero · e4 re del nero · f4 alfiere del bianco · b3 alfiere del bianco · f3 pedone del nero · g3 pedone del bianco · f2 pedone del nero · f1 re del bianco | b8 cavallo del nero · c8 donna del bianco · d8 cavallo del nero · e8 torre del nero · a7 alfiere del nero · e7 pedone del nero · g7 pedone del bianco · h7 pedone del nero · b6 pedone del nero · f6 pedone del bianco · b5 cavallo del bianco · c5 pedone del bianco · e5 cavallo del bianco · h5 pedone del nero · e4 re del nero · f4 alfiere del bianco · b3 alfiere del bianco · f3 pedone del nero · g3 pedone del bianco · f2 pedone del nero · f1 re del bianco | b8 cavallo del nero · c8 donna del bianco · d8 cavallo del nero · e8 torre del nero · a7 alfiere del nero · e7 pedone del nero · g7 pedone del bianco · h7 pedone del nero · b6 pedone del nero · f6 pedone del bianco · b5 cavallo del bianco · c5 pedone del bianco · e5 cavallo del bianco · h5 pedone del nero · e4 re del nero · f4 alfiere del bianco · b3 alfiere del bianco · f3 pedone del nero · g3 pedone del bianco · f2 pedone del nero · f1 re del bianco | b8 cavallo del nero · c8 donna del bianco · d8 cavallo del nero · e8 torre del nero · a7 alfiere del nero · e7 pedone del nero · g7 pedone del bianco · h7 pedone del nero · b6 pedone del nero · f6 pedone del bianco · b5 cavallo del bianco · c5 pedone del bianco · e5 cavallo del bianco · h5 pedone del nero · e4 re del nero · f4 alfiere del bianco · b3 alfiere del bianco · f3 pedone del nero · g3 pedone del bianco · f2 pedone del nero · f1 re del bianco | b8 cavallo del nero · c8 donna del bianco · d8 cavallo del nero · e8 torre del nero · a7 alfiere del nero · e7 pedone del nero · g7 pedone del bianco · h7 pedone del nero · b6 pedone del nero · f6 pedone del bianco · b5 cavallo del bianco · c5 pedone del bianco · e5 cavallo del bianco · h5 pedone del nero · e4 re del nero · f4 alfiere del bianco · b3 alfiere del bianco · f3 pedone del nero · g3 pedone del bianco · f2 pedone del nero · f1 re del bianco | b8 cavallo del nero · c8 donna del bianco · d8 cavallo del nero · e8 torre del nero · a7 alfiere del nero · e7 pedone del nero · g7 pedone del bianco · h7 pedone del nero · b6 pedone del nero · f6 pedone del bianco · b5 cavallo del bianco · c5 pedone del bianco · e5 cavallo del bianco · h5 pedone del nero · e4 re del nero · f4 alfiere del bianco · b3 alfiere del bianco · f3 pedone del nero · g3 pedone del bianco · f2 pedone del nero · f1 re del bianco | b8 cavallo del nero · c8 donna del bianco · d8 cavallo del nero · e8 torre del nero · a7 alfiere del nero · e7 pedone del nero · g7 pedone del bianco · h7 pedone del nero · b6 pedone del nero · f6 pedone del bianco · b5 cavallo del bianco · c5 pedone del bianco · e5 cavallo del bianco · h5 pedone del nero · e4 re del nero · f4 alfiere del bianco · b3 alfiere del bianco · f3 pedone del nero · g3 pedone del bianco · f2 pedone del nero · f1 re del bianco | b8 cavallo del nero · c8 donna del bianco · d8 cavallo del nero · e8 torre del nero · a7 alfiere del nero · e7 pedone del nero · g7 pedone del bianco · h7 pedone del nero · b6 pedone del nero · f6 pedone del bianco · b5 cavallo del bianco · c5 pedone del bianco · e5 cavallo del bianco · h5 pedone del nero · e4 re del nero · f4 alfiere del bianco · b3 alfiere del bianco · f3 pedone del nero · g3 pedone del bianco · f2 pedone del nero · f1 re del bianco | 4 |
| 3 | b8 cavallo del nero · c8 donna del bianco · d8 cavallo del nero · e8 torre del nero · a7 alfiere del nero · e7 pedone del nero · g7 pedone del bianco · h7 pedone del nero · b6 pedone del nero · f6 pedone del bianco · b5 cavallo del bianco · c5 pedone del bianco · e5 cavallo del bianco · h5 pedone del nero · e4 re del nero · f4 alfiere del bianco · b3 alfiere del bianco · f3 pedone del nero · g3 pedone del bianco · f2 pedone del nero · f1 re del bianco | b8 cavallo del nero · c8 donna del bianco · d8 cavallo del nero · e8 torre del nero · a7 alfiere del nero · e7 pedone del nero · g7 pedone del bianco · h7 pedone del nero · b6 pedone del nero · f6 pedone del bianco · b5 cavallo del bianco · c5 pedone del bianco · e5 cavallo del bianco · h5 pedone del nero · e4 re del nero · f4 alfiere del bianco · b3 alfiere del bianco · f3 pedone del nero · g3 pedone del bianco · f2 pedone del nero · f1 re del bianco | b8 cavallo del nero · c8 donna del bianco · d8 cavallo del nero · e8 torre del nero · a7 alfiere del nero · e7 pedone del nero · g7 pedone del bianco · h7 pedone del nero · b6 pedone del nero · f6 pedone del bianco · b5 cavallo del bianco · c5 pedone del bianco · e5 cavallo del bianco · h5 pedone del nero · e4 re del nero · f4 alfiere del bianco · b3 alfiere del bianco · f3 pedone del nero · g3 pedone del bianco · f2 pedone del nero · f1 re del bianco | b8 cavallo del nero · c8 donna del bianco · d8 cavallo del nero · e8 torre del nero · a7 alfiere del nero · e7 pedone del nero · g7 pedone del bianco · h7 pedone del nero · b6 pedone del nero · f6 pedone del bianco · b5 cavallo del bianco · c5 pedone del bianco · e5 cavallo del bianco · h5 pedone del nero · e4 re del nero · f4 alfiere del bianco · b3 alfiere del bianco · f3 pedone del nero · g3 pedone del bianco · f2 pedone del nero · f1 re del bianco | b8 cavallo del nero · c8 donna del bianco · d8 cavallo del nero · e8 torre del nero · a7 alfiere del nero · e7 pedone del nero · g7 pedone del bianco · h7 pedone del nero · b6 pedone del nero · f6 pedone del bianco · b5 cavallo del bianco · c5 pedone del bianco · e5 cavallo del bianco · h5 pedone del nero · e4 re del nero · f4 alfiere del bianco · b3 alfiere del bianco · f3 pedone del nero · g3 pedone del bianco · f2 pedone del nero · f1 re del bianco | b8 cavallo del nero · c8 donna del bianco · d8 cavallo del nero · e8 torre del nero · a7 alfiere del nero · e7 pedone del nero · g7 pedone del bianco · h7 pedone del nero · b6 pedone del nero · f6 pedone del bianco · b5 cavallo del bianco · c5 pedone del bianco · e5 cavallo del bianco · h5 pedone del nero · e4 re del nero · f4 alfiere del bianco · b3 alfiere del bianco · f3 pedone del nero · g3 pedone del bianco · f2 pedone del nero · f1 re del bianco | b8 cavallo del nero · c8 donna del bianco · d8 cavallo del nero · e8 torre del nero · a7 alfiere del nero · e7 pedone del nero · g7 pedone del bianco · h7 pedone del nero · b6 pedone del nero · f6 pedone del bianco · b5 cavallo del bianco · c5 pedone del bianco · e5 cavallo del bianco · h5 pedone del nero · e4 re del nero · f4 alfiere del bianco · b3 alfiere del bianco · f3 pedone del nero · g3 pedone del bianco · f2 pedone del nero · f1 re del bianco | b8 cavallo del nero · c8 donna del bianco · d8 cavallo del nero · e8 torre del nero · a7 alfiere del nero · e7 pedone del nero · g7 pedone del bianco · h7 pedone del nero · b6 pedone del nero · f6 pedone del bianco · b5 cavallo del bianco · c5 pedone del bianco · e5 cavallo del bianco · h5 pedone del nero · e4 re del nero · f4 alfiere del bianco · b3 alfiere del bianco · f3 pedone del nero · g3 pedone del bianco · f2 pedone del nero · f1 re del bianco | 3 |
| 2 | b8 cavallo del nero · c8 donna del bianco · d8 cavallo del nero · e8 torre del nero · a7 alfiere del nero · e7 pedone del nero · g7 pedone del bianco · h7 pedone del nero · b6 pedone del nero · f6 pedone del bianco · b5 cavallo del bianco · c5 pedone del bianco · e5 cavallo del bianco · h5 pedone del nero · e4 re del nero · f4 alfiere del bianco · b3 alfiere del bianco · f3 pedone del nero · g3 pedone del bianco · f2 pedone del nero · f1 re del bianco | b8 cavallo del nero · c8 donna del bianco · d8 cavallo del nero · e8 torre del nero · a7 alfiere del nero · e7 pedone del nero · g7 pedone del bianco · h7 pedone del nero · b6 pedone del nero · f6 pedone del bianco · b5 cavallo del bianco · c5 pedone del bianco · e5 cavallo del bianco · h5 pedone del nero · e4 re del nero · f4 alfiere del bianco · b3 alfiere del bianco · f3 pedone del nero · g3 pedone del bianco · f2 pedone del nero · f1 re del bianco | b8 cavallo del nero · c8 donna del bianco · d8 cavallo del nero · e8 torre del nero · a7 alfiere del nero · e7 pedone del nero · g7 pedone del bianco · h7 pedone del nero · b6 pedone del nero · f6 pedone del bianco · b5 cavallo del bianco · c5 pedone del bianco · e5 cavallo del bianco · h5 pedone del nero · e4 re del nero · f4 alfiere del bianco · b3 alfiere del bianco · f3 pedone del nero · g3 pedone del bianco · f2 pedone del nero · f1 re del bianco | b8 cavallo del nero · c8 donna del bianco · d8 cavallo del nero · e8 torre del nero · a7 alfiere del nero · e7 pedone del nero · g7 pedone del bianco · h7 pedone del nero · b6 pedone del nero · f6 pedone del bianco · b5 cavallo del bianco · c5 pedone del bianco · e5 cavallo del bianco · h5 pedone del nero · e4 re del nero · f4 alfiere del bianco · b3 alfiere del bianco · f3 pedone del nero · g3 pedone del bianco · f2 pedone del nero · f1 re del bianco | b8 cavallo del nero · c8 donna del bianco · d8 cavallo del nero · e8 torre del nero · a7 alfiere del nero · e7 pedone del nero · g7 pedone del bianco · h7 pedone del nero · b6 pedone del nero · f6 pedone del bianco · b5 cavallo del bianco · c5 pedone del bianco · e5 cavallo del bianco · h5 pedone del nero · e4 re del nero · f4 alfiere del bianco · b3 alfiere del bianco · f3 pedone del nero · g3 pedone del bianco · f2 pedone del nero · f1 re del bianco | b8 cavallo del nero · c8 donna del bianco · d8 cavallo del nero · e8 torre del nero · a7 alfiere del nero · e7 pedone del nero · g7 pedone del bianco · h7 pedone del nero · b6 pedone del nero · f6 pedone del bianco · b5 cavallo del bianco · c5 pedone del bianco · e5 cavallo del bianco · h5 pedone del nero · e4 re del nero · f4 alfiere del bianco · b3 alfiere del bianco · f3 pedone del nero · g3 pedone del bianco · f2 pedone del nero · f1 re del bianco | b8 cavallo del nero · c8 donna del bianco · d8 cavallo del nero · e8 torre del nero · a7 alfiere del nero · e7 pedone del nero · g7 pedone del bianco · h7 pedone del nero · b6 pedone del nero · f6 pedone del bianco · b5 cavallo del bianco · c5 pedone del bianco · e5 cavallo del bianco · h5 pedone del nero · e4 re del nero · f4 alfiere del bianco · b3 alfiere del bianco · f3 pedone del nero · g3 pedone del bianco · f2 pedone del nero · f1 re del bianco | b8 cavallo del nero · c8 donna del bianco · d8 cavallo del nero · e8 torre del nero · a7 alfiere del nero · e7 pedone del nero · g7 pedone del bianco · h7 pedone del nero · b6 pedone del nero · f6 pedone del bianco · b5 cavallo del bianco · c5 pedone del bianco · e5 cavallo del bianco · h5 pedone del nero · e4 re del nero · f4 alfiere del bianco · b3 alfiere del bianco · f3 pedone del nero · g3 pedone del bianco · f2 pedone del nero · f1 re del bianco | 2 |
| 1 | b8 cavallo del nero · c8 donna del bianco · d8 cavallo del nero · e8 torre del nero · a7 alfiere del nero · e7 pedone del nero · g7 pedone del bianco · h7 pedone del nero · b6 pedone del nero · f6 pedone del bianco · b5 cavallo del bianco · c5 pedone del bianco · e5 cavallo del bianco · h5 pedone del nero · e4 re del nero · f4 alfiere del bianco · b3 alfiere del bianco · f3 pedone del nero · g3 pedone del bianco · f2 pedone del nero · f1 re del bianco | b8 cavallo del nero · c8 donna del bianco · d8 cavallo del nero · e8 torre del nero · a7 alfiere del nero · e7 pedone del nero · g7 pedone del bianco · h7 pedone del nero · b6 pedone del nero · f6 pedone del bianco · b5 cavallo del bianco · c5 pedone del bianco · e5 cavallo del bianco · h5 pedone del nero · e4 re del nero · f4 alfiere del bianco · b3 alfiere del bianco · f3 pedone del nero · g3 pedone del bianco · f2 pedone del nero · f1 re del bianco | b8 cavallo del nero · c8 donna del bianco · d8 cavallo del nero · e8 torre del nero · a7 alfiere del nero · e7 pedone del nero · g7 pedone del bianco · h7 pedone del nero · b6 pedone del nero · f6 pedone del bianco · b5 cavallo del bianco · c5 pedone del bianco · e5 cavallo del bianco · h5 pedone del nero · e4 re del nero · f4 alfiere del bianco · b3 alfiere del bianco · f3 pedone del nero · g3 pedone del bianco · f2 pedone del nero · f1 re del bianco | b8 cavallo del nero · c8 donna del bianco · d8 cavallo del nero · e8 torre del nero · a7 alfiere del nero · e7 pedone del nero · g7 pedone del bianco · h7 pedone del nero · b6 pedone del nero · f6 pedone del bianco · b5 cavallo del bianco · c5 pedone del bianco · e5 cavallo del bianco · h5 pedone del nero · e4 re del nero · f4 alfiere del bianco · b3 alfiere del bianco · f3 pedone del nero · g3 pedone del bianco · f2 pedone del nero · f1 re del bianco | b8 cavallo del nero · c8 donna del bianco · d8 cavallo del nero · e8 torre del nero · a7 alfiere del nero · e7 pedone del nero · g7 pedone del bianco · h7 pedone del nero · b6 pedone del nero · f6 pedone del bianco · b5 cavallo del bianco · c5 pedone del bianco · e5 cavallo del bianco · h5 pedone del nero · e4 re del nero · f4 alfiere del bianco · b3 alfiere del bianco · f3 pedone del nero · g3 pedone del bianco · f2 pedone del nero · f1 re del bianco | b8 cavallo del nero · c8 donna del bianco · d8 cavallo del nero · e8 torre del nero · a7 alfiere del nero · e7 pedone del nero · g7 pedone del bianco · h7 pedone del nero · b6 pedone del nero · f6 pedone del bianco · b5 cavallo del bianco · c5 pedone del bianco · e5 cavallo del bianco · h5 pedone del nero · e4 re del nero · f4 alfiere del bianco · b3 alfiere del bianco · f3 pedone del nero · g3 pedone del bianco · f2 pedone del nero · f1 re del bianco | b8 cavallo del nero · c8 donna del bianco · d8 cavallo del nero · e8 torre del nero · a7 alfiere del nero · e7 pedone del nero · g7 pedone del bianco · h7 pedone del nero · b6 pedone del nero · f6 pedone del bianco · b5 cavallo del bianco · c5 pedone del bianco · e5 cavallo del bianco · h5 pedone del nero · e4 re del nero · f4 alfiere del bianco · b3 alfiere del bianco · f3 pedone del nero · g3 pedone del bianco · f2 pedone del nero · f1 re del bianco | b8 cavallo del nero · c8 donna del bianco · d8 cavallo del nero · e8 torre del nero · a7 alfiere del nero · e7 pedone del nero · g7 pedone del bianco · h7 pedone del nero · b6 pedone del nero · f6 pedone del bianco · b5 cavallo del bianco · c5 pedone del bianco · e5 cavallo del bianco · h5 pedone del nero · e4 re del nero · f4 alfiere del bianco · b3 alfiere del bianco · f3 pedone del nero · g3 pedone del bianco · f2 pedone del nero · f1 re del bianco | 1 |
|   | a | b | c | d | e | f | g | h |   |

Soluzione:
1. Dh3 !  (min. 2. Cd3 e 3. Cxf2#)

1... bxc5  2. Ad1 ∼  3. Axf3#)

1... e6  2. Cg4!  hxg4  3. Dxh7#

1... exf6  2. Df5+!  Rxf5  3. Cd6#

1... h4  2. Cd3  hxg3  3. Dxh7#

|   | a | b | c | d | e | f | g | h |   |
| 8 | g8 cavallo del nero · h8 alfiere del nero · a6 pedone del nero · d6 pedone del nero · h6 pedone del nero · h5 donna del bianco · a4 alfiere del bianco · b4 torre del bianco · d4 pedone del nero · e4 re del nero · c3 pedone del bianco · g3 pedone del nero · c2 pedone del bianco · d2 pedone del bianco · a1 re del bianco | g8 cavallo del nero · h8 alfiere del nero · a6 pedone del nero · d6 pedone del nero · h6 pedone del nero · h5 donna del bianco · a4 alfiere del bianco · b4 torre del bianco · d4 pedone del nero · e4 re del nero · c3 pedone del bianco · g3 pedone del nero · c2 pedone del bianco · d2 pedone del bianco · a1 re del bianco | g8 cavallo del nero · h8 alfiere del nero · a6 pedone del nero · d6 pedone del nero · h6 pedone del nero · h5 donna del bianco · a4 alfiere del bianco · b4 torre del bianco · d4 pedone del nero · e4 re del nero · c3 pedone del bianco · g3 pedone del nero · c2 pedone del bianco · d2 pedone del bianco · a1 re del bianco | g8 cavallo del nero · h8 alfiere del nero · a6 pedone del nero · d6 pedone del nero · h6 pedone del nero · h5 donna del bianco · a4 alfiere del bianco · b4 torre del bianco · d4 pedone del nero · e4 re del nero · c3 pedone del bianco · g3 pedone del nero · c2 pedone del bianco · d2 pedone del bianco · a1 re del bianco | g8 cavallo del nero · h8 alfiere del nero · a6 pedone del nero · d6 pedone del nero · h6 pedone del nero · h5 donna del bianco · a4 alfiere del bianco · b4 torre del bianco · d4 pedone del nero · e4 re del nero · c3 pedone del bianco · g3 pedone del nero · c2 pedone del bianco · d2 pedone del bianco · a1 re del bianco | g8 cavallo del nero · h8 alfiere del nero · a6 pedone del nero · d6 pedone del nero · h6 pedone del nero · h5 donna del bianco · a4 alfiere del bianco · b4 torre del bianco · d4 pedone del nero · e4 re del nero · c3 pedone del bianco · g3 pedone del nero · c2 pedone del bianco · d2 pedone del bianco · a1 re del bianco | g8 cavallo del nero · h8 alfiere del nero · a6 pedone del nero · d6 pedone del nero · h6 pedone del nero · h5 donna del bianco · a4 alfiere del bianco · b4 torre del bianco · d4 pedone del nero · e4 re del nero · c3 pedone del bianco · g3 pedone del nero · c2 pedone del bianco · d2 pedone del bianco · a1 re del bianco | g8 cavallo del nero · h8 alfiere del nero · a6 pedone del nero · d6 pedone del nero · h6 pedone del nero · h5 donna del bianco · a4 alfiere del bianco · b4 torre del bianco · d4 pedone del nero · e4 re del nero · c3 pedone del bianco · g3 pedone del nero · c2 pedone del bianco · d2 pedone del bianco · a1 re del bianco | 8 |
| 7 | g8 cavallo del nero · h8 alfiere del nero · a6 pedone del nero · d6 pedone del nero · h6 pedone del nero · h5 donna del bianco · a4 alfiere del bianco · b4 torre del bianco · d4 pedone del nero · e4 re del nero · c3 pedone del bianco · g3 pedone del nero · c2 pedone del bianco · d2 pedone del bianco · a1 re del bianco | g8 cavallo del nero · h8 alfiere del nero · a6 pedone del nero · d6 pedone del nero · h6 pedone del nero · h5 donna del bianco · a4 alfiere del bianco · b4 torre del bianco · d4 pedone del nero · e4 re del nero · c3 pedone del bianco · g3 pedone del nero · c2 pedone del bianco · d2 pedone del bianco · a1 re del bianco | g8 cavallo del nero · h8 alfiere del nero · a6 pedone del nero · d6 pedone del nero · h6 pedone del nero · h5 donna del bianco · a4 alfiere del bianco · b4 torre del bianco · d4 pedone del nero · e4 re del nero · c3 pedone del bianco · g3 pedone del nero · c2 pedone del bianco · d2 pedone del bianco · a1 re del bianco | g8 cavallo del nero · h8 alfiere del nero · a6 pedone del nero · d6 pedone del nero · h6 pedone del nero · h5 donna del bianco · a4 alfiere del bianco · b4 torre del bianco · d4 pedone del nero · e4 re del nero · c3 pedone del bianco · g3 pedone del nero · c2 pedone del bianco · d2 pedone del bianco · a1 re del bianco | g8 cavallo del nero · h8 alfiere del nero · a6 pedone del nero · d6 pedone del nero · h6 pedone del nero · h5 donna del bianco · a4 alfiere del bianco · b4 torre del bianco · d4 pedone del nero · e4 re del nero · c3 pedone del bianco · g3 pedone del nero · c2 pedone del bianco · d2 pedone del bianco · a1 re del bianco | g8 cavallo del nero · h8 alfiere del nero · a6 pedone del nero · d6 pedone del nero · h6 pedone del nero · h5 donna del bianco · a4 alfiere del bianco · b4 torre del bianco · d4 pedone del nero · e4 re del nero · c3 pedone del bianco · g3 pedone del nero · c2 pedone del bianco · d2 pedone del bianco · a1 re del bianco | g8 cavallo del nero · h8 alfiere del nero · a6 pedone del nero · d6 pedone del nero · h6 pedone del nero · h5 donna del bianco · a4 alfiere del bianco · b4 torre del bianco · d4 pedone del nero · e4 re del nero · c3 pedone del bianco · g3 pedone del nero · c2 pedone del bianco · d2 pedone del bianco · a1 re del bianco | g8 cavallo del nero · h8 alfiere del nero · a6 pedone del nero · d6 pedone del nero · h6 pedone del nero · h5 donna del bianco · a4 alfiere del bianco · b4 torre del bianco · d4 pedone del nero · e4 re del nero · c3 pedone del bianco · g3 pedone del nero · c2 pedone del bianco · d2 pedone del bianco · a1 re del bianco | 7 |
| 6 | g8 cavallo del nero · h8 alfiere del nero · a6 pedone del nero · d6 pedone del nero · h6 pedone del nero · h5 donna del bianco · a4 alfiere del bianco · b4 torre del bianco · d4 pedone del nero · e4 re del nero · c3 pedone del bianco · g3 pedone del nero · c2 pedone del bianco · d2 pedone del bianco · a1 re del bianco | g8 cavallo del nero · h8 alfiere del nero · a6 pedone del nero · d6 pedone del nero · h6 pedone del nero · h5 donna del bianco · a4 alfiere del bianco · b4 torre del bianco · d4 pedone del nero · e4 re del nero · c3 pedone del bianco · g3 pedone del nero · c2 pedone del bianco · d2 pedone del bianco · a1 re del bianco | g8 cavallo del nero · h8 alfiere del nero · a6 pedone del nero · d6 pedone del nero · h6 pedone del nero · h5 donna del bianco · a4 alfiere del bianco · b4 torre del bianco · d4 pedone del nero · e4 re del nero · c3 pedone del bianco · g3 pedone del nero · c2 pedone del bianco · d2 pedone del bianco · a1 re del bianco | g8 cavallo del nero · h8 alfiere del nero · a6 pedone del nero · d6 pedone del nero · h6 pedone del nero · h5 donna del bianco · a4 alfiere del bianco · b4 torre del bianco · d4 pedone del nero · e4 re del nero · c3 pedone del bianco · g3 pedone del nero · c2 pedone del bianco · d2 pedone del bianco · a1 re del bianco | g8 cavallo del nero · h8 alfiere del nero · a6 pedone del nero · d6 pedone del nero · h6 pedone del nero · h5 donna del bianco · a4 alfiere del bianco · b4 torre del bianco · d4 pedone del nero · e4 re del nero · c3 pedone del bianco · g3 pedone del nero · c2 pedone del bianco · d2 pedone del bianco · a1 re del bianco | g8 cavallo del nero · h8 alfiere del nero · a6 pedone del nero · d6 pedone del nero · h6 pedone del nero · h5 donna del bianco · a4 alfiere del bianco · b4 torre del bianco · d4 pedone del nero · e4 re del nero · c3 pedone del bianco · g3 pedone del nero · c2 pedone del bianco · d2 pedone del bianco · a1 re del bianco | g8 cavallo del nero · h8 alfiere del nero · a6 pedone del nero · d6 pedone del nero · h6 pedone del nero · h5 donna del bianco · a4 alfiere del bianco · b4 torre del bianco · d4 pedone del nero · e4 re del nero · c3 pedone del bianco · g3 pedone del nero · c2 pedone del bianco · d2 pedone del bianco · a1 re del bianco | g8 cavallo del nero · h8 alfiere del nero · a6 pedone del nero · d6 pedone del nero · h6 pedone del nero · h5 donna del bianco · a4 alfiere del bianco · b4 torre del bianco · d4 pedone del nero · e4 re del nero · c3 pedone del bianco · g3 pedone del nero · c2 pedone del bianco · d2 pedone del bianco · a1 re del bianco | 6 |
| 5 | g8 cavallo del nero · h8 alfiere del nero · a6 pedone del nero · d6 pedone del nero · h6 pedone del nero · h5 donna del bianco · a4 alfiere del bianco · b4 torre del bianco · d4 pedone del nero · e4 re del nero · c3 pedone del bianco · g3 pedone del nero · c2 pedone del bianco · d2 pedone del bianco · a1 re del bianco | g8 cavallo del nero · h8 alfiere del nero · a6 pedone del nero · d6 pedone del nero · h6 pedone del nero · h5 donna del bianco · a4 alfiere del bianco · b4 torre del bianco · d4 pedone del nero · e4 re del nero · c3 pedone del bianco · g3 pedone del nero · c2 pedone del bianco · d2 pedone del bianco · a1 re del bianco | g8 cavallo del nero · h8 alfiere del nero · a6 pedone del nero · d6 pedone del nero · h6 pedone del nero · h5 donna del bianco · a4 alfiere del bianco · b4 torre del bianco · d4 pedone del nero · e4 re del nero · c3 pedone del bianco · g3 pedone del nero · c2 pedone del bianco · d2 pedone del bianco · a1 re del bianco | g8 cavallo del nero · h8 alfiere del nero · a6 pedone del nero · d6 pedone del nero · h6 pedone del nero · h5 donna del bianco · a4 alfiere del bianco · b4 torre del bianco · d4 pedone del nero · e4 re del nero · c3 pedone del bianco · g3 pedone del nero · c2 pedone del bianco · d2 pedone del bianco · a1 re del bianco | g8 cavallo del nero · h8 alfiere del nero · a6 pedone del nero · d6 pedone del nero · h6 pedone del nero · h5 donna del bianco · a4 alfiere del bianco · b4 torre del bianco · d4 pedone del nero · e4 re del nero · c3 pedone del bianco · g3 pedone del nero · c2 pedone del bianco · d2 pedone del bianco · a1 re del bianco | g8 cavallo del nero · h8 alfiere del nero · a6 pedone del nero · d6 pedone del nero · h6 pedone del nero · h5 donna del bianco · a4 alfiere del bianco · b4 torre del bianco · d4 pedone del nero · e4 re del nero · c3 pedone del bianco · g3 pedone del nero · c2 pedone del bianco · d2 pedone del bianco · a1 re del bianco | g8 cavallo del nero · h8 alfiere del nero · a6 pedone del nero · d6 pedone del nero · h6 pedone del nero · h5 donna del bianco · a4 alfiere del bianco · b4 torre del bianco · d4 pedone del nero · e4 re del nero · c3 pedone del bianco · g3 pedone del nero · c2 pedone del bianco · d2 pedone del bianco · a1 re del bianco | g8 cavallo del nero · h8 alfiere del nero · a6 pedone del nero · d6 pedone del nero · h6 pedone del nero · h5 donna del bianco · a4 alfiere del bianco · b4 torre del bianco · d4 pedone del nero · e4 re del nero · c3 pedone del bianco · g3 pedone del nero · c2 pedone del bianco · d2 pedone del bianco · a1 re del bianco | 5 |
| 4 | g8 cavallo del nero · h8 alfiere del nero · a6 pedone del nero · d6 pedone del nero · h6 pedone del nero · h5 donna del bianco · a4 alfiere del bianco · b4 torre del bianco · d4 pedone del nero · e4 re del nero · c3 pedone del bianco · g3 pedone del nero · c2 pedone del bianco · d2 pedone del bianco · a1 re del bianco | g8 cavallo del nero · h8 alfiere del nero · a6 pedone del nero · d6 pedone del nero · h6 pedone del nero · h5 donna del bianco · a4 alfiere del bianco · b4 torre del bianco · d4 pedone del nero · e4 re del nero · c3 pedone del bianco · g3 pedone del nero · c2 pedone del bianco · d2 pedone del bianco · a1 re del bianco | g8 cavallo del nero · h8 alfiere del nero · a6 pedone del nero · d6 pedone del nero · h6 pedone del nero · h5 donna del bianco · a4 alfiere del bianco · b4 torre del bianco · d4 pedone del nero · e4 re del nero · c3 pedone del bianco · g3 pedone del nero · c2 pedone del bianco · d2 pedone del bianco · a1 re del bianco | g8 cavallo del nero · h8 alfiere del nero · a6 pedone del nero · d6 pedone del nero · h6 pedone del nero · h5 donna del bianco · a4 alfiere del bianco · b4 torre del bianco · d4 pedone del nero · e4 re del nero · c3 pedone del bianco · g3 pedone del nero · c2 pedone del bianco · d2 pedone del bianco · a1 re del bianco | g8 cavallo del nero · h8 alfiere del nero · a6 pedone del nero · d6 pedone del nero · h6 pedone del nero · h5 donna del bianco · a4 alfiere del bianco · b4 torre del bianco · d4 pedone del nero · e4 re del nero · c3 pedone del bianco · g3 pedone del nero · c2 pedone del bianco · d2 pedone del bianco · a1 re del bianco | g8 cavallo del nero · h8 alfiere del nero · a6 pedone del nero · d6 pedone del nero · h6 pedone del nero · h5 donna del bianco · a4 alfiere del bianco · b4 torre del bianco · d4 pedone del nero · e4 re del nero · c3 pedone del bianco · g3 pedone del nero · c2 pedone del bianco · d2 pedone del bianco · a1 re del bianco | g8 cavallo del nero · h8 alfiere del nero · a6 pedone del nero · d6 pedone del nero · h6 pedone del nero · h5 donna del bianco · a4 alfiere del bianco · b4 torre del bianco · d4 pedone del nero · e4 re del nero · c3 pedone del bianco · g3 pedone del nero · c2 pedone del bianco · d2 pedone del bianco · a1 re del bianco | g8 cavallo del nero · h8 alfiere del nero · a6 pedone del nero · d6 pedone del nero · h6 pedone del nero · h5 donna del bianco · a4 alfiere del bianco · b4 torre del bianco · d4 pedone del nero · e4 re del nero · c3 pedone del bianco · g3 pedone del nero · c2 pedone del bianco · d2 pedone del bianco · a1 re del bianco | 4 |
| 3 | g8 cavallo del nero · h8 alfiere del nero · a6 pedone del nero · d6 pedone del nero · h6 pedone del nero · h5 donna del bianco · a4 alfiere del bianco · b4 torre del bianco · d4 pedone del nero · e4 re del nero · c3 pedone del bianco · g3 pedone del nero · c2 pedone del bianco · d2 pedone del bianco · a1 re del bianco | g8 cavallo del nero · h8 alfiere del nero · a6 pedone del nero · d6 pedone del nero · h6 pedone del nero · h5 donna del bianco · a4 alfiere del bianco · b4 torre del bianco · d4 pedone del nero · e4 re del nero · c3 pedone del bianco · g3 pedone del nero · c2 pedone del bianco · d2 pedone del bianco · a1 re del bianco | g8 cavallo del nero · h8 alfiere del nero · a6 pedone del nero · d6 pedone del nero · h6 pedone del nero · h5 donna del bianco · a4 alfiere del bianco · b4 torre del bianco · d4 pedone del nero · e4 re del nero · c3 pedone del bianco · g3 pedone del nero · c2 pedone del bianco · d2 pedone del bianco · a1 re del bianco | g8 cavallo del nero · h8 alfiere del nero · a6 pedone del nero · d6 pedone del nero · h6 pedone del nero · h5 donna del bianco · a4 alfiere del bianco · b4 torre del bianco · d4 pedone del nero · e4 re del nero · c3 pedone del bianco · g3 pedone del nero · c2 pedone del bianco · d2 pedone del bianco · a1 re del bianco | g8 cavallo del nero · h8 alfiere del nero · a6 pedone del nero · d6 pedone del nero · h6 pedone del nero · h5 donna del bianco · a4 alfiere del bianco · b4 torre del bianco · d4 pedone del nero · e4 re del nero · c3 pedone del bianco · g3 pedone del nero · c2 pedone del bianco · d2 pedone del bianco · a1 re del bianco | g8 cavallo del nero · h8 alfiere del nero · a6 pedone del nero · d6 pedone del nero · h6 pedone del nero · h5 donna del bianco · a4 alfiere del bianco · b4 torre del bianco · d4 pedone del nero · e4 re del nero · c3 pedone del bianco · g3 pedone del nero · c2 pedone del bianco · d2 pedone del bianco · a1 re del bianco | g8 cavallo del nero · h8 alfiere del nero · a6 pedone del nero · d6 pedone del nero · h6 pedone del nero · h5 donna del bianco · a4 alfiere del bianco · b4 torre del bianco · d4 pedone del nero · e4 re del nero · c3 pedone del bianco · g3 pedone del nero · c2 pedone del bianco · d2 pedone del bianco · a1 re del bianco | g8 cavallo del nero · h8 alfiere del nero · a6 pedone del nero · d6 pedone del nero · h6 pedone del nero · h5 donna del bianco · a4 alfiere del bianco · b4 torre del bianco · d4 pedone del nero · e4 re del nero · c3 pedone del bianco · g3 pedone del nero · c2 pedone del bianco · d2 pedone del bianco · a1 re del bianco | 3 |
| 2 | g8 cavallo del nero · h8 alfiere del nero · a6 pedone del nero · d6 pedone del nero · h6 pedone del nero · h5 donna del bianco · a4 alfiere del bianco · b4 torre del bianco · d4 pedone del nero · e4 re del nero · c3 pedone del bianco · g3 pedone del nero · c2 pedone del bianco · d2 pedone del bianco · a1 re del bianco | g8 cavallo del nero · h8 alfiere del nero · a6 pedone del nero · d6 pedone del nero · h6 pedone del nero · h5 donna del bianco · a4 alfiere del bianco · b4 torre del bianco · d4 pedone del nero · e4 re del nero · c3 pedone del bianco · g3 pedone del nero · c2 pedone del bianco · d2 pedone del bianco · a1 re del bianco | g8 cavallo del nero · h8 alfiere del nero · a6 pedone del nero · d6 pedone del nero · h6 pedone del nero · h5 donna del bianco · a4 alfiere del bianco · b4 torre del bianco · d4 pedone del nero · e4 re del nero · c3 pedone del bianco · g3 pedone del nero · c2 pedone del bianco · d2 pedone del bianco · a1 re del bianco | g8 cavallo del nero · h8 alfiere del nero · a6 pedone del nero · d6 pedone del nero · h6 pedone del nero · h5 donna del bianco · a4 alfiere del bianco · b4 torre del bianco · d4 pedone del nero · e4 re del nero · c3 pedone del bianco · g3 pedone del nero · c2 pedone del bianco · d2 pedone del bianco · a1 re del bianco | g8 cavallo del nero · h8 alfiere del nero · a6 pedone del nero · d6 pedone del nero · h6 pedone del nero · h5 donna del bianco · a4 alfiere del bianco · b4 torre del bianco · d4 pedone del nero · e4 re del nero · c3 pedone del bianco · g3 pedone del nero · c2 pedone del bianco · d2 pedone del bianco · a1 re del bianco | g8 cavallo del nero · h8 alfiere del nero · a6 pedone del nero · d6 pedone del nero · h6 pedone del nero · h5 donna del bianco · a4 alfiere del bianco · b4 torre del bianco · d4 pedone del nero · e4 re del nero · c3 pedone del bianco · g3 pedone del nero · c2 pedone del bianco · d2 pedone del bianco · a1 re del bianco | g8 cavallo del nero · h8 alfiere del nero · a6 pedone del nero · d6 pedone del nero · h6 pedone del nero · h5 donna del bianco · a4 alfiere del bianco · b4 torre del bianco · d4 pedone del nero · e4 re del nero · c3 pedone del bianco · g3 pedone del nero · c2 pedone del bianco · d2 pedone del bianco · a1 re del bianco | g8 cavallo del nero · h8 alfiere del nero · a6 pedone del nero · d6 pedone del nero · h6 pedone del nero · h5 donna del bianco · a4 alfiere del bianco · b4 torre del bianco · d4 pedone del nero · e4 re del nero · c3 pedone del bianco · g3 pedone del nero · c2 pedone del bianco · d2 pedone del bianco · a1 re del bianco | 2 |
| 1 | g8 cavallo del nero · h8 alfiere del nero · a6 pedone del nero · d6 pedone del nero · h6 pedone del nero · h5 donna del bianco · a4 alfiere del bianco · b4 torre del bianco · d4 pedone del nero · e4 re del nero · c3 pedone del bianco · g3 pedone del nero · c2 pedone del bianco · d2 pedone del bianco · a1 re del bianco | g8 cavallo del nero · h8 alfiere del nero · a6 pedone del nero · d6 pedone del nero · h6 pedone del nero · h5 donna del bianco · a4 alfiere del bianco · b4 torre del bianco · d4 pedone del nero · e4 re del nero · c3 pedone del bianco · g3 pedone del nero · c2 pedone del bianco · d2 pedone del bianco · a1 re del bianco | g8 cavallo del nero · h8 alfiere del nero · a6 pedone del nero · d6 pedone del nero · h6 pedone del nero · h5 donna del bianco · a4 alfiere del bianco · b4 torre del bianco · d4 pedone del nero · e4 re del nero · c3 pedone del bianco · g3 pedone del nero · c2 pedone del bianco · d2 pedone del bianco · a1 re del bianco | g8 cavallo del nero · h8 alfiere del nero · a6 pedone del nero · d6 pedone del nero · h6 pedone del nero · h5 donna del bianco · a4 alfiere del bianco · b4 torre del bianco · d4 pedone del nero · e4 re del nero · c3 pedone del bianco · g3 pedone del nero · c2 pedone del bianco · d2 pedone del bianco · a1 re del bianco | g8 cavallo del nero · h8 alfiere del nero · a6 pedone del nero · d6 pedone del nero · h6 pedone del nero · h5 donna del bianco · a4 alfiere del bianco · b4 torre del bianco · d4 pedone del nero · e4 re del nero · c3 pedone del bianco · g3 pedone del nero · c2 pedone del bianco · d2 pedone del bianco · a1 re del bianco | g8 cavallo del nero · h8 alfiere del nero · a6 pedone del nero · d6 pedone del nero · h6 pedone del nero · h5 donna del bianco · a4 alfiere del bianco · b4 torre del bianco · d4 pedone del nero · e4 re del nero · c3 pedone del bianco · g3 pedone del nero · c2 pedone del bianco · d2 pedone del bianco · a1 re del bianco | g8 cavallo del nero · h8 alfiere del nero · a6 pedone del nero · d6 pedone del nero · h6 pedone del nero · h5 donna del bianco · a4 alfiere del bianco · b4 torre del bianco · d4 pedone del nero · e4 re del nero · c3 pedone del bianco · g3 pedone del nero · c2 pedone del bianco · d2 pedone del bianco · a1 re del bianco | g8 cavallo del nero · h8 alfiere del nero · a6 pedone del nero · d6 pedone del nero · h6 pedone del nero · h5 donna del bianco · a4 alfiere del bianco · b4 torre del bianco · d4 pedone del nero · e4 re del nero · c3 pedone del bianco · g3 pedone del nero · c2 pedone del bianco · d2 pedone del bianco · a1 re del bianco | 1 |
|   | a | b | c | d | e | f | g | h |   |

Soluzione:
1. cxd4 !  (min. 2. Dg4+ Rd5 3. c4#)
1... Axd4  2. c3 ∼  3. Txd4#

1... Rf4  2. Ad7!  g2  3. Dg4#

 (2...Re4 3.Df5#;  2...Axd4 3.Txd4#)